# Sciurus vulgaris ognevi
Sciurus vulgaris ognevi (відома також як векша або білка) — один із найвідоміших підвидів гризунів виду Вивірка звичайна (Sciurus vulgaris), до якого відносять переважно середньоросійські популяції цього виду.

## Таксономічна історія

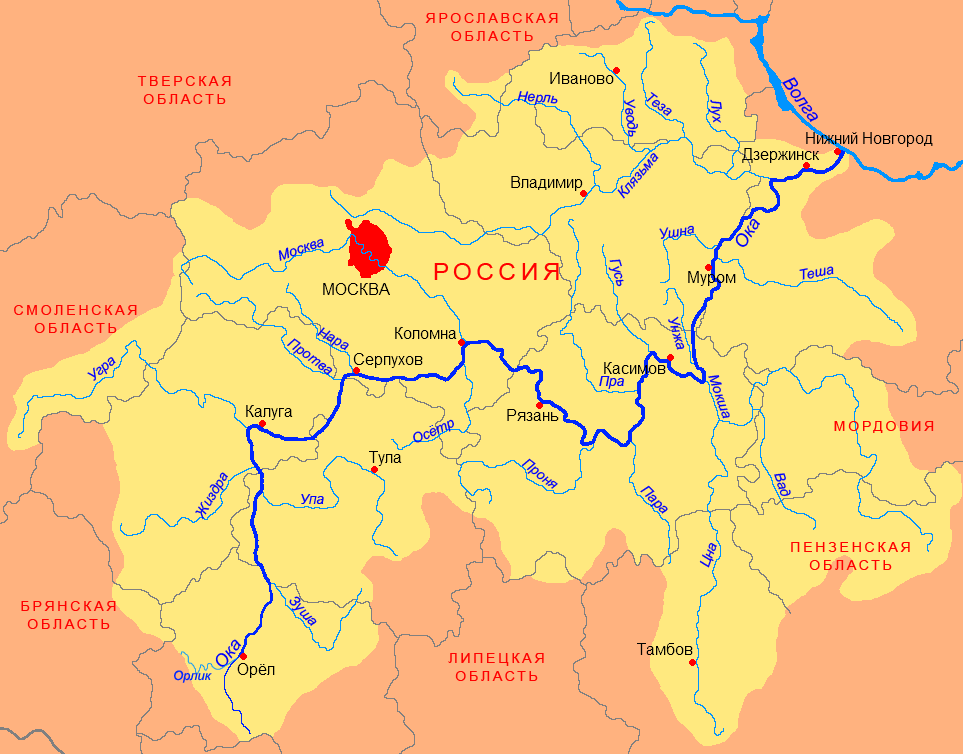
Басейн Оки — у першому наближенні ареал підвиду Sciurus vulgaris ognevi

Як зоологічний таксон, підвид описано 1928 року Олексієм Мигуліним; його повна наукова назва — «Sciurus vulgaris ognevi Migulin, 1928».
Для цього підвиду характерні: забарвлення зимового хутра від сірого, з домішкою полових тонів («єловкі») до попелясто-сірого («сосновки»); літнє хутро — від буро-коричневого до вохристо-іржавого. «Червонохвосток» в популяції не менше 25—30 %.
Поширення підвиду: на півночі — до Новгорода, на заході — до Пскова, Великих Лук, Торжка, Вязьми та Калуги, на південь — до Тули, Пензи, Сизрані, Єлабуги, на сході — по р. Кама до Пермі.

## Вернакулярні назви

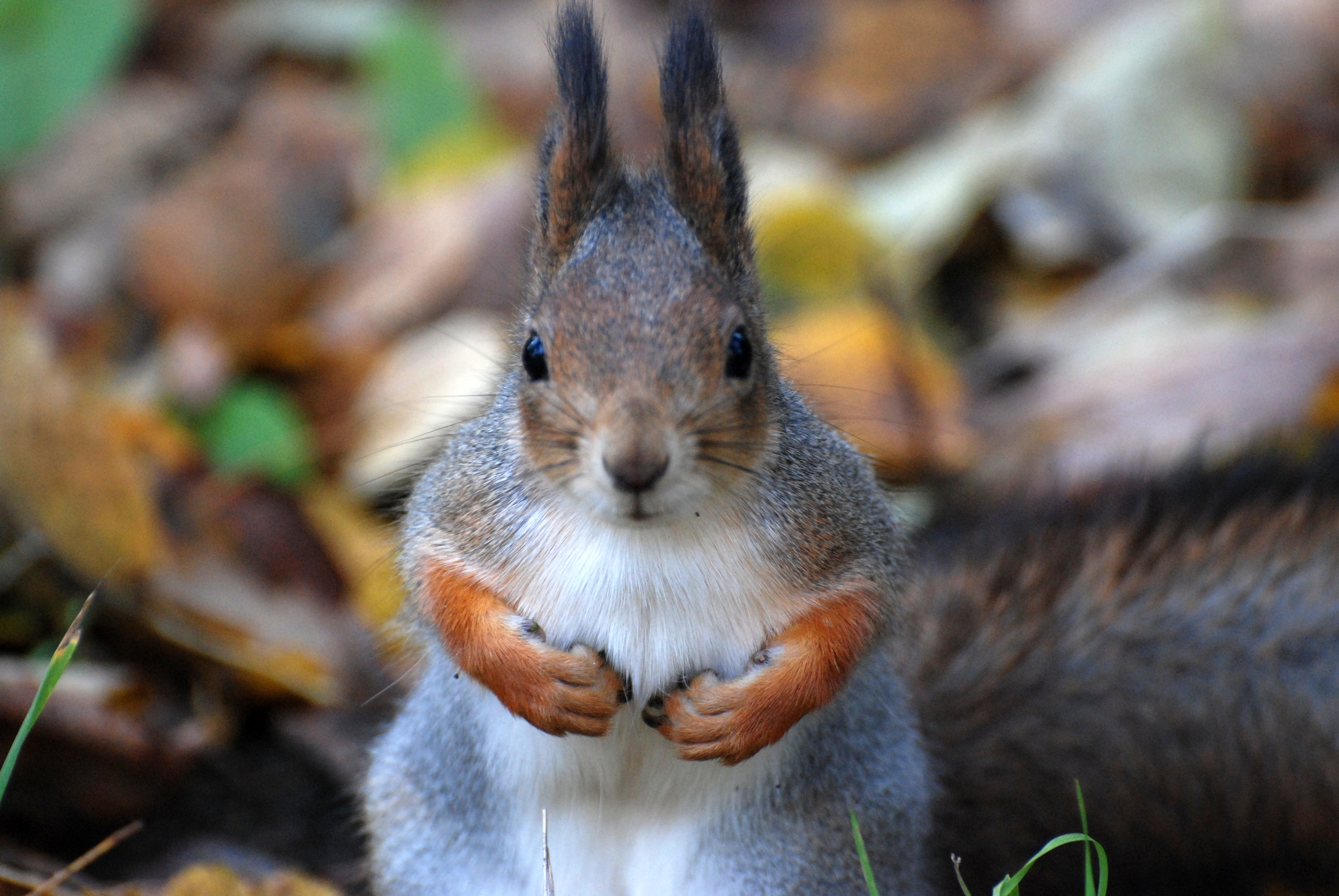
Вивірка підвиду «білка» в зимовому хутрі

У російськомовній науковій літературі цей підвид відомий як «среднерусская белка, векша».
З історії цих двох назв відомо, що «Вивірка, або вівериця — один з найдавніших зоонімів і найпоширеніша назва Sciurus в європейських мовах, широко вживана і в оглядах фауни України. «Білка» з'явилася у східнослов'янських мовах лише в 14 ст.,, можливо, як скорочення від «біла вівериця» і в українській набула поширення здебільшого на Наддніпрянщині.  
В 1933—1953 рр. в СРСР термін «вивірка» був у статусі репресованих українських назв, і її штучно замінювали словом „білка“, яким витісняли також і російське „векша“ („вѣкъша“), яке, за Фасмером, є зменшувальною формою від „вѣвериця“. Векшу розглядають як рівнозначний термін із „вівериця“ при описах „кунних систем грошей“.»
Більшість словників української мови (зокрема словники Грінченка, Огієнка та Тимченка, а також Енциклопедія українознавства) подають слова «білка» та «вивірка» як синоніми. Огієнко у своєму Стилістичному словнику української мови вказує, що на Наддніпрянській Україні слово «вивірка» — невідоме, замість нього вживають слово «білка»

## Див. також

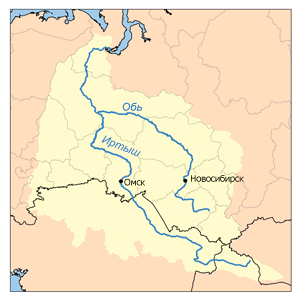
Район природного поширення вивірки телеутки